# ジム・キャリーinロングウェイ・ホーム
『ジム・キャリーinロングウェイ・ホーム』（Doing Time on Maple Drive）は、脚本ジェームズ・ダフ、監督ケン・オリンによる1992年のアメリカのテレビ映画。1992年3月16日にFOXで初公開された。宣伝文句は「They are living a lie called the Perfect American Family（彼らは完璧なアメリカ人家族という嘘の中で生きている）」。本作はすべてロサンゼルスで撮影された。
本作は上流中流階級のカーター一家の様々な問題を描き、プライムタイム・エミー賞の優秀テレビ映画部門、脚本賞、優秀助演女優賞（ビビ・ベッシュ）にノミネートされた。また批評家からも好評を得た。

## キャスト
| 役名             | 俳優                      | 日本語吹替 |
| 役名             | 俳優                      | VHS版      |
| ---------------- | ------------------------- | ---------- |
| フィル・カーター | ジェームズ・B・シッキング | 大木民夫   |
| ティム・カーター | ジム・キャリー            | 山寺宏一   |
| マット・カーター | ウィリアム・マクナマラ    | 中原茂     |
| カレン・カーター | ジェイン・ブルック        | 深見梨加   |
| リサ・カーター   | ビビ・ベッシュ            | 谷育子     |
| アリスン         | ロリ・ローリン            | 水谷優子   |
| トム             | デヴィッド・バイロン      | 大塚芳忠   |

- その他声の出演：松本保典、成田剣、羽鳥靖子、高瀬右光、幸田夏穂
- 日本語吹替版スタッフ
演出：田島荘三、翻訳：飯田公代、スタジオ：タクトスタジオ、音響制作：音響映像システム